# Eduardo Wolff
Eduardo Wolf Gaona (n. Magdalena del Mar, 2 de junio de 1952) es un exfutbolista peruano, que se desempeñaba como mediocampista.

## Trayectoria
Llegó a Universitario de Deportes en 1967, empezando desde las juveniles hasta llegar a debutar oficialmente en 1970. Antes de ello, había sido parte del plantel que ganó el campeonato juvenil nacional junto a Juan Carlos Oblitas.
En 1975 emigró hacía Estados Unidos, donde firmó por San Antonio Thunder. Luego de un amistoso contra Juan Aurich, donde fue uno de los mejores de aquel encuentro y fue ahí donde su actuación no pasó desapercibida.
Wolff estuvo seis meses en aquel equipo antes de partir a Team Hawaii de la misma liga, en ese equipo estuvo hasta fines de 1977.
Posteriormente pasó al Tulsa Roughnecks —en donde compartió junto al inglés Bobby Moore—, para luego volver a Perú y retirarse en Club Centro Deportivo Municipal en 1985.

## Clubes
| Club                | País           | Año       |
| ------------------- | -------------- | --------- |
| Universitario       | Perú           | 1970-1975 |
| San Antonio Thunder | Estados Unidos | 1975      |
| Team Hawaii         | Estados Unidos | 1976-1977 |
| Tulsa Roughnecks    | Estados Unidos | 1977-1984 |
| Deportivo Municipal | Perú           | 1985      |